# Metodo di van der Pauw
Il metodo di van der Pauw è una tecnica usata per la misura della resistività e del coefficiente di Hall di un campione. La sua utilità è dovuta alla possibilità di misurare queste proprietà in campioni di forma arbitraria, posto che il campione sia approssimativamente bidimensionale (cioè se il suo spessore è molto minore della larghezza) e che gli elettrodi siano posti sul perimetro.
Le proprietà che possono essere calcolate sono:
- la resistività di superficie (o resistenza di strato) del materiale;
- il tipo di drogaggio, nel caso di semiconduttori (in base alla presenza di portatori maggioritari con segno positivo o negativo se ne deriva se il semiconduttore è drogato di tipo p o n);
- la densità di portatori per unità di superficie dei portatori di carica maggioritari (detta anche dose di portatori, generalmente espressa in atomi cm-2); da questa misura si calcola la densità di carica e il livello di drogaggio;
- la mobilità dei portatori maggioritari.

Il metodo fu proposto per la prima volta da Leo J. van der Pauw nel 1958.

## Preparazione del campione
Per usare il metodo di van der Pauw lo spessore del campione deve essere molto minore della larghezza e della lunghezza del campione stesso. Per ridurre gli errori nei calcoli è preferibile una forma simmetrica. Inoltre non devono esserci buchi isolati nel campione (superficie semplicemente connessa) e il drogaggio dovrebbe essere il quanto più possibile omogeneo nello strato indagato.

Alcune possibili configurazioni dei contatti

La misurazione richiede quattro contatti ohmici sul campione, che devono soddisfare alcune condizioni:
- devono essere sul bordo del campione (o comunque il più vicino possibile a esso)[4];
- devono essere infinitamente piccoli. In pratica devono essere più piccoli possibile[5]; ogni errore dato dalla loro dimensione finita è dell'ordine di {\displaystyle D/L}, dove D è il diametro medio del contatto e L la distanza tra i contatti.

Inoltre le connessioni elettriche ai contatti dovrebbero essere fatte dello stesso tipo di materiale per minimizzare l'effetto termoelettrico. Fattori correttivi dovranno essere applicati alle misure in base alla simmetria del campione utilizzato. 

## Definizioni
- I contatti sono numerati da 1 a 4 in senso antiorario, cominciando dal contatto in alto a sinistra.
- La corrente I12 è una corrente continua positiva iniettata dal contatto 1 e raccolta dal contatto 2, misurata in ampere (A).
- La differenza di potenziale V34 è una tensione continua misurata tra i contatti 3 e 4 in assenza di campi magnetici esterni, misurato in volt (V).
- La resistività di superficie RS è misurata in ohm (Ω).

## Misure di resistività

### Misure di base
Per fare una misure si fa scorrere una corrente lungo un lato del campione (ad esempio I12) e si misura la tensione sul lato opposto (in questo caso V34). Da questi due valori si calcola la resistenza (nell'esempio {\displaystyle R_{12,34}}) usando la legge di Ohm:
{\displaystyle R_{12,34}={\frac {V_{34}}{I_{12}}}}
Nel suo articolo van der Pauw scoprì che la resistività di superficie di campioni di forma arbitraria può essere determinata dalla misura di due di queste resistenze, una misurata lungo un lato verticale (come {\displaystyle R_{12,34}}), e l'altra lungo un lato orizzontale (come {\displaystyle R_{23,41}}). La resistività di superficie è legata a questi valori dalla formula di van der Pauw:
{\displaystyle e^{-\pi R_{12,34}/R_{s}}+e^{-\pi R_{23,41}/R_{s}}=1}

### Misure reciproche
Il teorema di Tellegen sulla reciprocità delle reti dice che

{\displaystyle R_{AB,CD}=R_{CD,AB}}
È quindi possibile ottenere un valore più preciso per le resistenze {\displaystyle R_{12,34}} e {\displaystyle R_{23,41}} facendo due ulteriori misure dei loro reciproci {\displaystyle R_{34,12}} e {\displaystyle R_{41,23}}, e facendo la media. Si definiscono 
{\displaystyle R_{\text{verticale}}={\frac {R_{12,34}+R_{34,12}}{2}}}
e
{\displaystyle R_{\text{orizzontale}}={\frac {R_{23,41}+R_{41,23}}{2}}}
La formula di van der Pauw diventa quindi
{\displaystyle e^{-\pi R_{\text{verticale}}/R_{S}}+e^{-\pi R_{\text{orizzontale}}/R_{S}}=1}

### Misure con polarizzazione invertita
Un ulteriore miglioramento della precisione dei valori di resistenza si può ottenere ripetendo le misure di resistenza dopo avere invertito la polarità del generatore di corrente e del voltmetro. Poiché si sta misurando ancora la stessa porzione di campione (avendo cambiato solo la direzione), si possono ancora calcolare Rverticale e Rorizzontale  come medie di due valori. In questo modo ogni offset, ad esempio dovuto all'effetto Seebeck, viene cancellato.
Combinando queste misure con quelle reciproche descritte sopra si calcolano
{\displaystyle R_{\text{verticale}}={\frac {R_{12,34}+R_{34,12}+R_{21,43}+R_{43,21}}{4}}}
e
{\displaystyle R_{\text{orizzontale}}={\frac {R_{23,41}+R_{41,23}+R_{32,14}+R_{14,32}}{4}}}
e la formula di van der Pauw prende la stessa forma riportata nella sezione precedente.

### Precisione della misura
Entrambe le procedure descritte sopra verificano la riproducibilità delle misure. Se una delle misure in polarizzazione invertita non è in accordo con la corrispondente misura in configurazione standard entro un certo livello di precisione (di solito il 3%), allora c'è una sorgente di errore nell'impostazione o nell'apparecchiatura di misura, che deve essere individuata prima di continuare. Lo stesso principio si applica alle misure reciproche.

### Calcolo della resistività di superficie
In generale, la formula di van der Pauw non può essere scritta in modo da dare la resistività superficiale RS (o resistenza di strato) in termini di funzioni note. L'eccezione più importante è quando Rverticale = R = Rorizzontale; in questo caso si trova
{\displaystyle R_{s}={\frac {\pi R}{\ln 2}}}
In molti altri casi si utilizzano metodi iterativi per risolvere l'equazione numericamente per RS. Sfortunatamente la formula non soddisfa le ipotesi del teorema del punto fisso di Banach, perciò le tecniche basate su di esso non funzionano.

## Misure di effetto Hall

### Basi

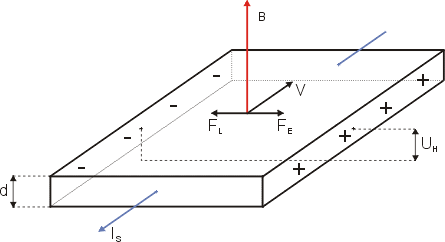
Schema dell'effetto Hall. La direzione della corrente, il campo magnetico e la forza di Lorentz sono mutualmente perpendicolari. La forza elettrica è parallela e uguale in modulo alla forza di Lorentz, ma ha verso opposto.

Quando una particella carica, come l'elettrone, si trova in un campo magnetico, subisce una forza di Lorentz, proporzionale all'intensità del campo e alla velocità della particella stessa. La forza è maggiore quando la direzione del moto è perpendicolare al campo magnetico; in questo caso la forza è 
{\displaystyle F_{L}=qvB}
dove {\displaystyle q} è la carica della particella (in coulomb), {\displaystyle v} la velocità (centimetri al secondo), e {\displaystyle B} l'intensità del campo magnetico Wb/cm²). Si noti che i centimetri sono l'unità usata più spesso nel campo dei semiconduttori, mentre l'unità del Sistema Internazionale è il metro.
Quando una corrente è applicata al campione, si viene a instaurare un flusso stazionario di elettroni attraverso il materiale. La velocità degli elettroni è data da:
{\displaystyle v={\frac {I}{nAe}}}
dove {\displaystyle n} è la densità di elettroni, {\displaystyle A} la sezione del materiale ed {\displaystyle e} la carica elementare (1,602×10-19 coulomb).
Se un campo magnetico esterno è applicato in direzione perpendicolare a quella del flusso di corrente, allora la forza di Lorentz risultante farà accumulare gli elettroni lungo un lato del campione. Combinando le due equazioni precedenti, per il caso di carica elettronica, si trova che la forza è:
{\displaystyle F_{L}={\frac {IB}{nA}}}
L'accumulo di cariche genera un campo elettrico attraverso il materiale, e questo conduce a una differenza di potenziale tra i due lati, nota come tensione di Hall {\displaystyle V_{H}}. Tra i due lati non c'è passaggio di corrente, vale a dire che la forza elettrica bilancia la forza di Hall. Poiché la forza elettrica è dovuta a un campo elettrico {\displaystyle \varepsilon }, allora essa sarà {\displaystyle e\varepsilon }; quindi l'intensità del campo elettrico è: 
{\displaystyle \varepsilon ={\frac {IB}{enA}}}
Infine, la tensione di Hall è data semplicemente dall'intensità del campo elettrico moltiplicata per la larghezza del campione:
{\displaystyle V_{H}=w\varepsilon ={\frac {wIB}{enA}}={\frac {IB}{en\cdot d}}}
dove {\displaystyle d} è lo spessore del campione. Poiché la densità superficiale {\displaystyle n_{s}} è definita come la densità di elettroni moltiplicata per lo spessore, si può scrivere:
{\displaystyle V_{H}={\frac {IB}{en_{s}}}}

### Realizzazione delle misure
Due gruppi di misure devono essere realizzati: uno con il campo magnetico nella direzione z positiva, e uno in direzione z negativa (da questo punto, le tensioni misurate con campo positivo avranno un pedice P, e quelle con campo negativo N). Per tutte le misure la corrente deve essere la stessa, così come l'intensità del campo magnetico.
Per prima cosa, con campo magnetico positivo, si applica la corrente I24 e si misura la differenza di potenziale V13, P; si noti che questa differenza può essere positiva o negativa. Si ripetono le misure per I13 e V42, P.
Come prima, si sfrutta il teorema di reciprocità per verificare la precisione di queste misure. Se si inverte la direzione della corrente (cioè si applica I42 e si misura V31, P, e si ripete per I31 e V24, P), allora V13, P dovrebbe essere uguale a V31, P entro un certo (piccolo) errore. Similmente, V42, P e V24, P devono essere compatibili.
Dopo aver completato queste misure si applica il campo negativo, e si ripete la procedura per misurare V13, N, V42, N, V31, N eV24, N.

### Calcoli
Per prima cosa si calcolano le differenza tra tensioni a campo positivo e negativo:
V13 = V13, P − V13, N

V24 = V24, P − V24, N

V31 = V31, P − V31, N

V42 = V42, P − V42, N
La tensione di Hall media è quindi 
{\displaystyle V_{H}={\frac {V_{13}+V_{24}+V_{31}+V_{42}}{8}}}.
Il segno di questa tensione di Hall indica se tipo di drogaggio del materiale: se è positiva è di tipo P, altrimenti di tipo N.
Riordinando la formula data in precedenza, si trova che la densità di elettroni è
{\displaystyle n_{s}={\frac {IB}{e|V_{H}|}}}
Si noti che l'intensità del campo magnetico B deve essere in Wb/cm². Nel caso in cui fosse data in tesla, si deve convertire moltiplicandola per 10−4.

## Altre misure

### Mobilità
La resistività di un semiconduttore è data da
{\displaystyle \rho ={\frac {1}{q(n\mu _{n}+p\mu _{p})}}}
dove n e p sono rispettivamente le densità di elettroni e lacune, e μn eμp le rispettive mobilità.
Comunemente il materiale è drogato sufficientemente perché le due densità differiscano di molti ordini di grandezza, e l'equazione può essere semplificata in
{\displaystyle \rho ={\frac {1}{qn_{m}\mu _{m}}}}
dove nm e μm sono i livelli di drogaggio e la mobilità del portatore di carica maggioritario.
Se si nota che la resistività superficiale RS è la resistività diviso lo spessore del campione, e che la densità superficiale nS è data dal drogaggio moltiplicato per lo spessore, si ottiene la formula
{\displaystyle R_{s}={\frac {1}{qn_{s}\mu _{m}}}}
che può essere riordinata in modo da dare la mobilità in termini della resistività e densità superficiale calcolati in precedenza:
{\displaystyle \mu _{m}={\frac {1}{qn_{s}R_{s}}}}